# Ibitiara
Ibitiara é um município brasileiro do estado da Bahia. Sua população estimada em 2010 era de 15.508 habitantes. O município de Ibitiara localiza-se na Zona Fisiográfica da Chapada Diamantina no estado da Bahia. Faz limite com os municípios de Ibipitanga, Novo Horizonte, Brotas de Macaúbas, Seabra, Boquira, Oliveira dos Brejinhos e Boninal. Localiza-se a uma Altitude de 934m, Latitude de 12°39'23" Oste, e Longitude de 42º13'23" Sul. Está situada a 536 km de distância da capital.

## História
No final do século XVIII, chegaram à região de Ibitiara desbravadores portugueses à procura de ouro e pedras preciosas, que acabaram se fixando na região por causa dos solos férteis e pastagens para gado. Nessa época, surgiu o primeiro povoado da região, Remédios de Rio de Contas (atualmente Remédios), hoje localizado no município de Novo Horizonte, cujo nome se deve à crença de que as águas nas proximidades dessa povoação tinham propriedades medicinais.
A Lei provincial n° 1.719, de 12 de abril de 1877, elevou o povoado de Remédios de Rio de Contas à categoria de freguesia, com o nome de Nossa Senhora dos Remédios de Rio de Contas, subordinada à vila de Minas do Rio de Contas (atual Rio de Contas). Posteriormente, a Lei provincial n° 2.348, de 27 de julho de 1882, a Freguesia de Remédios de Rio de Contas foi transferida para a vila de Bom Jesus do Rio de Contas (atual Piatã).
A Lei Estadual n° 90, de 20 de fevereiro de 1891, emancipou de Bom Jesus do Rio de Contas a Freguesia de Nossa Senhora dos Remédios de Rio de Contas e elevou-a à categoria de vila, com o nome de Remédios de Rio de Contas, sendo instalada em 11 de junho do mesmo ano. Posteriormente, a Lei estadual n° 736, de 26 de junho de 1909, renomeou a vila para Remédios.
A Lei estadual n° 1.658, de 18 de junho de 1925, transferiu a sede de Remédios para o Arraial de Bom Sucesso, fundado em sítio adquirido em 1854 por Francisco Xavier Gomes e João Rodrigues do Conde da Ponte, por causa da influência de políticos da época e descoberta de jazidas de ouro na região. A mesma lei renomeou Remédios para Bom Sucesso e anexou o município a Macaúbas.
O Decreto n° 8.830, de 2 de março de 1934, restaurou a autonomia do município de Bom Sucesso, que foi desmembrado de Macaúbas. Mais tarde, o Decreto-lei estadual n° 141, de 31 de dezembro de 1943, alterou o nome do município de Bom Sucesso para Ibitiara, topônimo este derivado do tupi que significa “terra de ouro”, “terra áurea”.
Ibitiara sofreu perdas territoriais para a criação dos municípios de Ibipitanga (1962) e Novo Horizonte (1989).

## Geografia
O município de Ibitiara está localizado na Chapada Diamantina, fazendo limite com os municípios de Ibipitanga, Novo Horizonte, Brotas de Macaúbas, Seabra, Boquira, Oliveira dos Brejinhos e Boninal. Sua sede está a uma altitude de 900 m. No censo demográfico de 2022, sua população era de 14.637 habitantes.